# BR-478
De BR-478 is een federale weg in de deelstaat São Paulo in het zuiden van Brazilië. De weg is een verbindingsweg tussen Limeira en Cananéia.
De weg heeft een lengte van 288,5 kilometer (32,5 + 256).

## Aansluitende wegen
- SP-304, SP-306 en SP-348 bij Americana
- SP-308 bij Mombuca

Onderbroken
- SP-097 en SP-300 bij Porto Feliz
- BR-374/SP-280
- BR-272, SP-079 en SP-270 bij Sorocaba
- SP-250 bij Piedade
- BR-116, SP-079, SP-165 en SP-230 bij Juquiá
- SP-139 bij Registro
- SP-222 bij Pariquera-Açu
- SP-193 bij Cananéia

## Plaatsen
Langs de route liggen de volgende plaatsen:
- Americana
- Mombuca
- Capivari

Onderbroken
- Porto Feliz
- Sorocaba
- Piedade
- Tapiraí
- Juquiá
- Registro
- Pariquera-Açu
- Cananéia